# Maria Koroleva
Maria Viktorovna Koroleva (em russo, Мария Викторовна Королева: Chelyabinsk, 16 de outubro de 1974) é uma jogadora de polo aquático russa, medalhista olímpica.

## Carreira
Maria Koroleva fez parte do elenco medalha de bronze em Sydney 2000